# SunSet Swish On The Street!
『SunSet Swish On The Street!』（サンセット スウィッシュ オン ザ ストリート）は、NACK5で2006年4月10日から放送されているラジオ番組である。

## 概略
SunSet Swishの・・・と銘打ってはいるが実際はボーカルの佐伯大介の一人しゃべりのラジオである。
放送初期はSunSet Swishの3人でしゃべっていたが、2007年1月8日から佐伯の一人しゃべりとなった。今でもまれに3人が集合することがある。
また、放送初期か半年限定となっていて、「あと○か月」というのを番組終了時に行ってきたが、現在は半年だけでなく、1年以上放送を続けている番組である。

## 放送時間
- 毎週月曜日　23:30 - 24:00

## 主な進行
たいていは佐伯の語りから始まり、音楽を流し、メールを紹介し、再び佐伯の語りで締める・・・といった流れである。
ごくまれにSunSet Swish3人全員が参加することがある。